# Kościół św. Jakuba Apostoła w Dąbrowie Zielonej
Kościół świętego Jakuba Apostoła – rzymskokatolicki kościół parafialny należący do parafii pod tym samym wezwaniem (dekanat Olsztyn archidiecezji częstochowskiej).
Zabytkowy kościół został wzniesiony w dwóch etapach: w XVI i XX wieku. Pierwotna renesansowa świątynia została zbudowana w II połowie XVI wieku i ufundowana przez kanonika krakowskiego Stanisława Dąbrowskiego. Kościół ten był budowlą orientowaną, z pojedynczą, masywną wieżą od strony zachodniej (wieża na rzucie kwadratu, w najwyższej kondygnacji ośmiokątna) oraz półkolistą apsydą, zamykającą prezbiterium od strony wschodniej. Przed 1787 rokiem została odrestaurowana.
Nowy korpus świątyni został wzniesiony w latach 1908–1911 i został on umieszczony prostopadle do korpusu starszego kościoła renesansowego. Dawna świątynia została w ten sposób przebudowana na nawę poprzeczną (transept) i część prezbiterium rozbudowanego kościoła.
Nowszy korpus świątyni ma dwuwieżową fasadę od strony północnej. Nad skrzyżowaniem starszego i nowszego korpusu kościoła jest umieszczona kopuła z latarnią, podparta wysokim bębnem.
Wnętrze starszej części kościoła nakrywają sklepieniami krzyżowo-żebrowe. Na sklepieniach oraz wewnątrz kopuły na wysokim bębnie z latarnią umieszczonej na skrzyżowaniu nawy i transeptu znajduje się polichromia wykonana w XVIII wieku. Świątynia posiada również renesansowe portale i nagrobki z około 1600 roku oraz kamienną ambonę. Wewnątrz są umieszczone dwa rokokowe ołtarze wykonane w 1776 roku, chrzcielnica powstała w 1778 roku, a nad nią relief Chrztu Chrystusa wyrzeźbiony w II połowie XVIII wieku.
Nad dawnym wejściem do kościoła jest umieszczona tarcza z herbami Poraj, Pobóg i Nowina oraz literami S.D.